# Sân vận động Thani bin Jassim
Sân vận động Thani bin Jassim (tiếng Ả Rập: ملعب ثاني بن جاسم), còn được gọi là Sân vận động Al-Gharrafa, là một sân vận động đa năng ở quận Al Gharrafa của Doha, Qatar. Sân hiện đang được sử dụng chủ yếu cho các trận đấu bóng đá. Đây là sân nhà của Al-Gharrafa SC và Umm Salal SC. Sân vận động có sức chứa 21.175 người và được xây dựng vào năm 2003. Nơi đây đã tổ chức các trận đấu của Cúp bóng đá châu Á 2011 và các giải đấu quốc tế khác.